# Vainachi

Etnie caucasiche

I vainachi (o vainakh) furono quelle tribù, stanziate nelle regioni del Caucaso, che diedero origine all'attuale popolo ceceno e al gruppo etnico degli ingusci, insieme ad altri gruppi della regione. Tra questi ultimi si possono trovare: kisti, cumucchi, avari, dargin, laki, lezgini, tabassarani, agul, rutul, tsakhur, balcari, carachi, nogai, tatari, cabardini, adighi, circassi, abazi, batsbi e gli arshtin.
Si tratta per lo più di tribù indigene che hanno abitato il Caucaso per secoli lasciando evidenti tracce nelle culture odierne di questi popoli, soprattutto dei ceceni e degli ingusci.